# Lijst van voetbalinterlands Brazilië - Zweden
Deze lijst van voetbalinterlands is een overzicht van alle officiële voetbalwedstrijden tussen de nationale teams van Brazilië en Zweden. De landen hebben tot op heden vijftien keer tegen elkaar gespeeld. De eerste ontmoeting was in Bordeaux (Frankrijk) op 19 juni 1938, tijdens het Wereldkampioenschap voetbal 1938. Het laatste duel, een vriendschappelijke wedstrijd, vond plaats op 15 augustus 2012 in Solna.

## Wedstrijden
| №  | Plaats         | Datum            | Competitie        | Wedstrijd         | Uitslag |
| -- | -------------- | ---------------- | ----------------- | ----------------- | ------- |
| 1  | Bordeaux       | 19 juni 1938     | WK 1938           | Brazilië − Zweden | 4 − 2   |
| 2  | Rio de Janeiro | 9 juli 1950      | WK 1950           | Brazilië − Zweden | 7 − 1   |
| 3  | Solna          | 29 juni 1958     | WK 1958           | Zweden − Brazilië | 2 − 5   |
| 4  | Solna          | 30 juni 1965     | Vriendschappelijk | Zweden − Brazilië | 1 − 2   |
| 5  | Göteborg       | 30 juni 1966     | Vriendschappelijk | Zweden − Brazilië | 2 − 3   |
| 6  | Solna          | 25 juni 1973     | Vriendschappelijk | Zweden − Brazilië | 1 − 0   |
| 7  | Mar del Plata  | 3 juni 1978      | WK 1978           | Zweden − Brazilië | 1 − 1   |
| '8 | Göteborg       | 22 juni 1983     | Vriendschappelijk | Zweden − Brazilië | 3 − 3   |
| 9  | Kopenhagen     | 16 juni 1989     | Vriendschappelijk | Zweden − Brazilië | 2 − 1   |
| 10 | Turijn         | 10 juni 1990     | WK 1990           | Brazilië − Zweden | 2 − 1   |
| 11 | Pontiac        | 28 juni 1994     | WK 1994           | Brazilië − Zweden | 1 − 1   |
| 12 | Pasadena       | 13 juli 1994     | WK 1994           | Zweden − Brazilië | 0 − 1   |
| 13 | Birmingham     | 4 juni 1995      | Vriendschappelijk | Brazilië − Zweden | 1 − 0   |
| 14 | Londen         | 26 maart 2008    | Vriendschappelijk | Brazilië − Zweden | 1 − 0   |
| 15 | Solna          | 15 augustus 2012 | Vriendschappelijk | Zweden − Brazilië | 0 − 3   |

## Samenvatting
| Competitie        | Totaal gespeeld | Winst Brazilië | Gelijk | Winst Zweden | Doelsaldo Brazilië – Zweden |
| ----------------- | --------------- | -------------- | ------ | ------------ | --------------------------- |
| WK-eindronde      | 7               | 5              | 2      | 0            | 21 − 8                      |
| Vriendschappelijk | 8               | 5              | 1      | 2            | 13 − 9                      |
| Totaal            | 15              | 10             | 3      | 2            | 35 − 17                     |

Wedstrijden bepaald door strafschoppen worden, in lijn met de FIFA, als een gelijkspel gerekend.

## Details

### Veertiende ontmoeting
| Vriendschappelijk (Londen, Engeland, 26 maart 2008): |       |        |
| Brazilië                                             | 1 – 0 | Zweden |
| Alexandre Pato 72'                                   | goals |        |

### Vijftiende ontmoeting
| Vriendschappelijk (Solna, Zweden, 15 augustus 2012):       |       |                                                          |
| Zweden                                                     | 0 – 3 | Brazilië                                                 |
|                                                            | goals | 32' Leandro Damião 84' Alexandre Pato 84' Alexandre Pato |
| - Debuut van Alexander Kačaniklić (Fulham FC) voor Zweden. |       |                                                          |